# 名電各務原站
名電各務原站（日语：／ Meiden-kakamigahara eki */?）是位於岐阜縣各務原市鵜沼各務原町一丁目，名古屋鐵道（名鐵）的各務原線車站。車站編號為KG04。
此站為快速急行以下的列車停車站。在舉行航空祭時，μSKY、快速特急與特急臨時延長至三柿野站時，上述列車會通過此站，在舉行岐阜煙花大會時，臨時μSKY會停此站。

## 歷史
- 1926年（大正15年）8月1日 - 各務原鐵道各務野站（第二代，現時為三柿野站）至此站之間開通，此站啟用，當時名為二聯隊前站（日语：／）。
- 1935年（昭和10年）
  - 3月28日 - 各務原鐵道合併至名岐鐵道，成為名岐鐵道車站。
  - 8月1日 - 公司改名為名古屋鐵道，成為名古屋鐵道車站。
- 1938年（昭和13年）12月1日 - 車站改名為名電各務原站（日语：／）[1]。
- 1942年（昭和17年）7月23日 - 隨著路線雙線化，車站遷移至西邊[2]。
- 1952年（昭和27年）7月16日 - 車站不再設有車站職員當值。
- 1959年（昭和34年）12月1日 - 車站再次設有車站職員當值。
- 1965年（昭和40年）10月1日 - 車站名稱讀法改為[1]。
- 1979年（昭和54年） - 現時的車站大樓落成[3]。
- 2007年（平成19年）
  - 3月1日 - 引入車站集中管理系統。車站不再設有車站職員當值[4]。
  - 3月14日 - 車站可以使用交通儲值卡「Trans Pass（日语：トランパス (交通プリペイドカード)）」。
- 2011年（平成23年）2月11日 - 車站可以使用「manaca」IC卡。
- 2012年（平成24年）2月29日 - 車站不可使用交通儲值卡「Trans Pass」。

## 車站構造

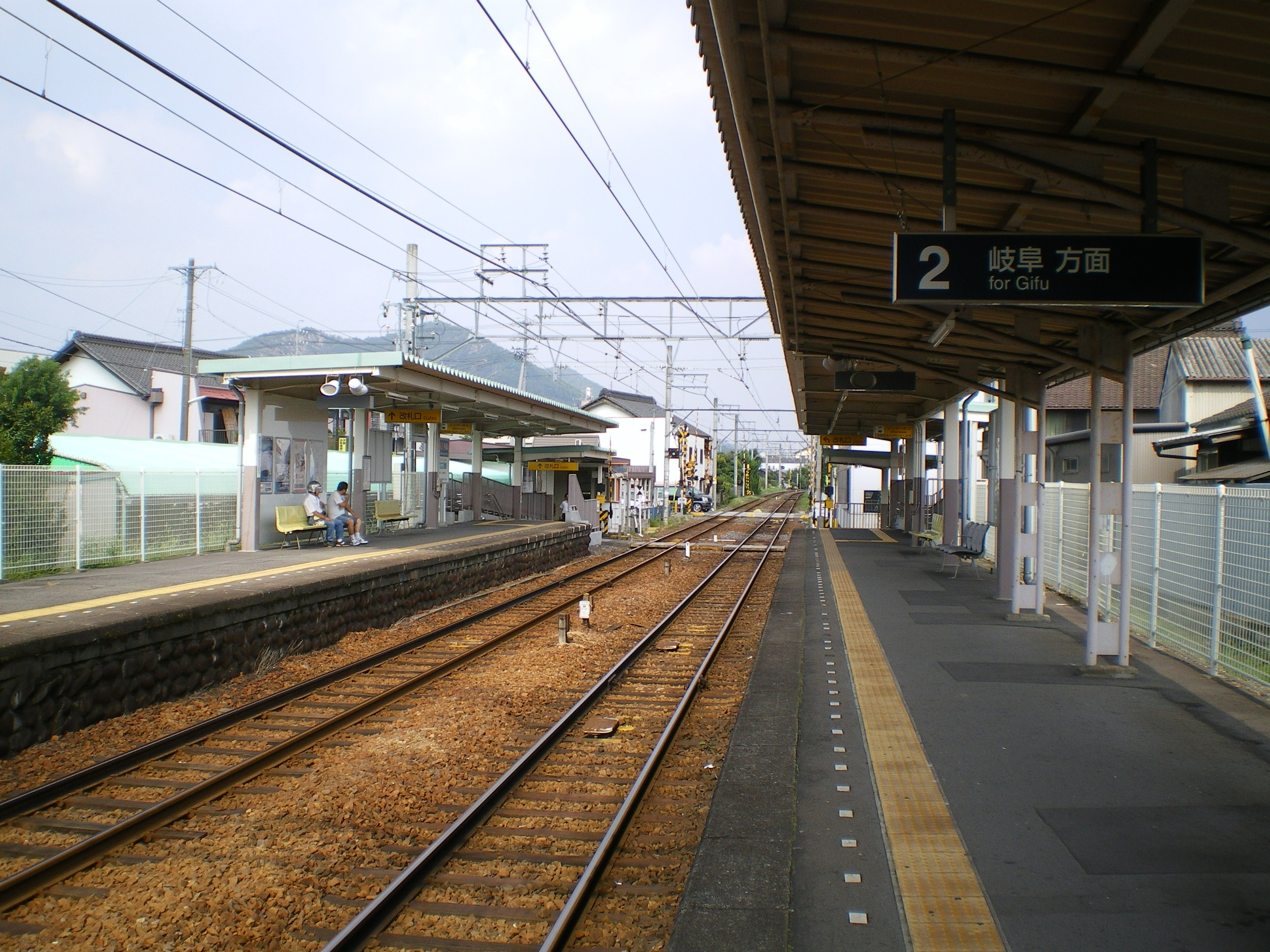
月台

車站為一座地面車站，設有2面2線的相對式月台，可容納6卡車廂。為引人了車站集中管理系統的無人車站（由名鐵岐阜站管理）。在下行月台近苎瀨一方設有1處閘口，兩月台之間設有站內平交道連接。車站設有2台自動售票機，右邊的售票機為觸控面板式（可購買μ-Ticket）。
| 月台 | 路線     | 上下行 | 方向         |
| ---- | -------- | ------ | ------------ |
| 1    | 各務原線 | 下行   | 犬山方向     |
| 2    | 各務原線 | 上行   | 名鐵岐阜唐向 |

### 配線圖
| ← 三柿野、 岐阜方向 | 名電各務原站 站內配線略圖 | → 新鵜沼、 名古屋方向 |
| 图例 参考文献：     |                           |                       |

## 使用狀況
- 在中提及在2013年度，當時1日平均上下車人次為3,201人，在名鐵所有車站（275站）排名第135，各務原線（18站）中排名第6[7]。
- 在中提及在1992年度，當時1日平均上下車人次為4,266人，除岐阜市內線均一車費區間內各站（岐阜市內線、田神線、美濃町線徹明町站至琴塚站之間）外名鐵所有車站（342站）中排名第109，各務原線（18站）中排名第4[8]。
- 在各務原市統計資料中，2011年度的1日平均乘車人次為1,489人。

## 車站周邊
- JR東海 高山本線各務原站
- 國道21號
- Apita各務原（日语：アピタ各務原）
- 岐阜縣立岐阜各務野高等學校（日语：岐阜県立岐阜各務野高等学校） 各東校舍
- 各務原市立鵜沼第二小學（日语：各務原市立鵜沼第二小学校）

## 相鄰車站
名古屋鐵道
  各務原線
□μ-SKY
通過
□快速急行、■急行
三柿野（KG06）－名電各務原（KG04）－新鵜沼（IY17）
■普通
二十軒（KG05）－名電各務原（KG04）－苎瀨（KG03）
在此站與苎瀨站之間曾設有競馬場前站，現已廢止。

## 外部連結
- 名電各務原 - 名古屋鐵道